# Dovre Station
Dovre Station (Dovre stasjon) er en jernbanestation på Dovrebanen, der ligger ved byområdet Dovre i Norge. Stationen består af to spor, en perron og en stationsbygning i brunmalet træ, der er opført efter tegninger af Arnstein Arneberg. Stationen betjenes kun af to tog om dagen i hver retning.
Stationen åbnede 6. december 1913, hvor banen blev forlænget fra Otta til Dombås. Den blev fjernstyret 13. december 1968.